# Да Силва, Эштанислау
Эштанислау да Консейсау Алейшу Мария да Силва (порт. Estanislau da Silva; род. 4 августа 1952, Дили, Португальский Тимор) — восточнотиморский политический, государственный и дипломатический деятель, Премьер-министр Восточного Тимора с 19 мая 2007 по 8 августа 2007 года, борец за независимость Восточного Тимора.

## Биография
В начале 1970-х годов Да Силва отправился на учёбу в Лиссабон, где изучал инженерное дело.
Один из основателей и член партии ФРЕТИЛИН — Революционный фронт за независимость Восточного Тимора с 1974 года. В 1976 году прервал учёбу и отправился в Австралию, чтобы поддержать движение ФРЕТИЛИН. Там создал подпольную радиостанцию, которая поддерживала связь с боевиками ФРЕТИЛИН в Восточном Тиморе. В сентябре 1976 года был арестован полицией, но вскоре освобождён. В том же году да Силва переехал в Мозамбик, где стал изучать агрономию в Университете им. Мондлане в Мапуту.
Во время индонезийской оккупации острова (1975—1999) занимался, в основном, дипломатической деятельностью. Представлял партию ФРЕТИЛИН в Португалии (1975—1976, 1984—1985), Мозамбике (1976—1984) и Австралии (1985—1999). В 1999 году вернулся в Восточный Тимор.
Работал во Всемирном банке консультантом по сельскому хозяйству, а затем в Азиатском банке развития.
После обретения островом независимости в 2002 году Да Силва занял пост министра сельского, лесного и рыбного хозяйства. 10 июля 2006 года он также был назначен первым вице-премьер-министром.
19 мая 2007 года занял пост главы правительства после того, как Жозе Рамош-Орта был избран президентом страны.